# Karl Delius (Fotograf)
Karl (auch: Charles) Ferdinand Delius (geb.  1. April 1877 in Berlin; gest. 1962 in Nizza) war ein deutscher Fotograf und Medienunternehmer. Er war Mitbegründer der Berliner Illustrations–Gesellschaft (B.I.G.), einer der ersten deutschen Pressebildagenturen.

## Lebensweg
Karl Ferdinand Delius studierte zunächst Malerei und Fotografie an der Berliner Kunstakademie. Nach dem Tod seines Vaters brach er 1896 sein Studium jedoch ab.
Im Jahr 1900 gründete Delius mit zwei ehemaligen Schulkameraden, Heinrich Sanden (1877–1946) und Martin Gordan, eine der ersten deutschen Pressebildagenturen, die Berliner Illustrations-Gesellschaft (B.I.G.). In dieser Bildagentur mit Sitz in der Königgrätzer Straße 62 (heute Stresemannstraße) übernahm Delius die Rolle des künstlerischen, Sanden die Rolle des kaufmännischen Direktors; Gordan, Sohn eines wohlhabenden Schuhhändlers, war offenbar zunächst vor allem Geldgeber für die B.I.G.
Delius war ab 1903 Anleiter des damals erst 15-jährigen Fotografen Willy Römer.
1906 heiratete Delius Mélina Bernstein (1885–?). Das Ehepaar Karl Ferdinand und Mélina Delius hatte drei Söhne, Rolf (1907–?), Marcel (geb. 3. Juli 1909 in Paris, gest. 21. Februar 1998 in Saint-Denis) und René (1927–?). Auch diese drei erlernten von Delius die Grundzüge der Fotografie.
Delius schulte neben Willy Römer auch Mélinas jüngeren Bruder, den Kaufmann Walter Bernstein (1890–1938), in Fotografie.
Karl Delius eröffnete 1908 die erste deutsche Presseagentur in Paris, die „Agence de reportage photographique Charles Delius“, in der Rue Trudaine 31. Seine Mitarbeiter bzw. Partner dort waren Willy Römer und Walter Bernstein.
Bei Ausbruch des Ersten Weltkriegs 1914 wurden Delius und seine Familie als feindliche Ausländer aus Frankreich ausgewiesen. Sie kehrten zunächst nach Berlin zurück. Dort leistete Delius während des Ersten Weltkrieges seinen Wehrdienst als Chauffeur.
Im Jahr 1919 wurde die Berliner Agentur B.I.G. unter ihren Teilhabern aufgeteilt. Gordan führte die B.I.G. unter ihrem bisherigen Namen bis zu ihrer Schließung 1934 durch die Nationalsozialisten weiter. Sanden betrieb seinen Anteil als Pressebildagentur unter dem Namen „Atlantic Photo Gesellschaft“ weiter, während Walter Bernstein und Willy Römer die Agentur „Photothek Römer & Bernstein“ gründeten. Auch diese Agentur wurde von den Nationalsozialisten geschlossen und Bernstein als Jude verfolgt. In Sandens Bildagentur „Atlantic“ fand er bis zu seinem frühen Tod 1938 ein Auskommen.
Delius verließ Berlin 1920 erneut und ließ sich in Nervi bei Genua nieder. Seine beiden ältesten Söhne, Rolf und  Marcel Delius, eröffneten in den frühen 1920er Jahren die Pariser „Agence de reportage photographique“ wieder. Sie fotografierten zu dieser Zeit unter anderem in Libyen und Griechenland.
Wegen eines Fotos aus Karl Delius’ Bestand, das in deutschen Zeitungen veröffentlicht wurde und Benito Mussolini kompromittierte, wurde Delius im Jahr 1927 in Italien für mehrere Monate inhaftiert.
1928 zog Karl Delius ins südfranzösische Nizza um, wo er weiter fotografiert und eine Zweigstelle der Pariser Agentur Delius führte. Ende der 1920er Jahre traf Delius dort in Nizza seinen ehemaligen B.I.G.-Mitgesellschafter Martin Gordan wieder. Die Agentur Delius war ein Familienunternehmen: Während Delius’ Frau Mélina und sein Bruder die Agentur leiteten, lieferten Karl und seine Söhne Fotos von ihren Reisen durch Europa und Nordafrika.
Im Berliner Ullstein-Bildarchiv befinden sich vor allem aus den Jahren 1920 bis 1933 Beiträge und Fotos von Delius. Viele von ihnen waren in Blättern der Ullstein-Presse veröffentlicht worden, etwa in Zeitbild, Weltkalender, der Berliner Illustrirten Zeitung (BIZ). Auch in der Zeitschrift Der Querschnitt waren Fotografien von Delius zu finden.
Über Delius’ Leben in der Zeit des Nationalsozialismus und im Zweiten Weltkrieg ist wenig bekannt. Sein Pariser Fotoarchiv überlebte die politischen Umbrüche und Kriegsereignisse.
1946 ging Karl Delius eine zweite Ehe mit Margarete Weingarten ein und übergab seine Rechte an seinen Bild-Agenturen sowie das Bildarchiv seinen drei Söhnen.
Karl Delius’ Sohn Marcel wurde professioneller Fotograf. Er arbeitete unter anderem für die französische Gewerkschaft Confédération générale du travail (C.G.T.). Nach seinem Eintritt in den Ruhestand in den 1970er Jahren kehrte Marcel Delius nach Berlin zurück, wo er in zweiter Ehe Ursula Römer, eine Tochter des Fotografen Willy Römer, heiratete.
Das Fotoarchiv Delius umfasst rund 30.000 Fotos, Negative (darunter auch Glasplatten) und Zeitungsartikel aus dem Zeitraum von 1900 bis 1960. Die Aufnahmen dokumentieren europäische Städte und Landschaften, Europas nordafrikanische Kolonien, Persönlichkeiten aus Politik und Kultur und den Alltag in den Jahren 1900 bis 1960. Auf den Rückseiten der Abzüge sind meist dreisprachige Bildlegenden zu finden. Die Urheberschaft an den Fotografien ist oft nicht eindeutig feststellbar. Stempelabdrücke auf den Bildrückseiten geben nur Namenskürzel, nicht die Klarnamen der Kamera-Operateure wieder. Einen Eindruck vom Inhalt des Delius-Archivs in Paris vermitteln die etwa 5.000 digitalisierten Fotos, die die Bildagentur „Leemage“ (Paris) vertreibt.